# Albendazole
L'albendazole est un médicament antiparasitaire antihelminthique de la classe des benzimidazoles. Il est commercialisé sous le nom commercial de Zentel. 
Il peut être utilisé dans le traitement de nombreuses helminthiases : l'oxyurose, l'ascaridiose, l'ankylostomose, la trichocéphalose, l'anguillulose, la trichinellose, l'échinococcose alvéolaire, l'hydatidose, le larva migrans cutané,  le gnathostomose. 
Il est aussi actif dans le cas d'une protozoose, la giardiose.
L'albendazole bloque la polymérisation des tubulines du cytosquelette des parasites, en particulier des entérocytes pour les nématodes. L'absorption intestinale des nutriments (notamment le glucose) nécessaire à leur métabolisme est fortement perturbée et provoque leur mort. 
L'albendazole fait partie de la liste des médicaments essentiels de l'Organisation mondiale de la santé (liste mise à jour en avril 2013).